# Djan Madruga
Djan Garrido Madruga, född 7 december 1958 i Rio de Janeiro, är en brasiliansk före detta simmare.
Madruga blev olympisk bronsmedaljör på 4 x 200 meter frisim vid sommarspelen 1980 i Moskva.